# Cryptoleaks
Cryptoleaks est le nom donné aux révélations faites plusieurs médias dans le monde, en février 2020, selon lesquelles l'entreprise suisse Crypto AG aurait fourni à des gouvernements du monde entier des systèmes de chiffrement contenant une porte dérobée permettant aux renseignements allemands et américains d'avoir accès aux communications transitant par ces systèmes.

## Teneur des révélations
Le 11 février 2020, la presse révélait que la société zougoise Crypto AG, achetée en secret en 1970 par la Central Intelligence Agency américaine et le Service fédéral de renseignement ouest-allemand (BND), a vendu des dispositifs de chiffrement à de nombreux États de la planète pendant des décennies. Ceux-ci contenait une porte dérobée permettant aux renseignements allemands et américains d'avoir accès aux communications. 130 pays sont touchés, dont plus de cent gouvernements.
Bernd Schmidbauer, coordinateur du renseignement allemand sous le chancelier Helmut Kohl, confirme l’opération américano-allemande devant les caméras de l’émission Rundschau de la Télévision suisse alémanique, diffusée en français par la Télévision suisse romande. Mais selon lui, cette opération a permis « de rendre le monde un peu plus sûr »,.
Pour Richard Aldrich, professeur de Sécurité internationale à l'Université de Warwick, il s'agit « d'une des plus audacieuses et des plus scandaleuses opérations, car plus d'une centaine de pays ont payé des milliards de dollars pour se faire voler leurs secrets d’État. »

## Conséquences judiciaires et politiques
En Suisse, le Conseil fédéral a diligenté une enquête indépendante qui sera menée par Niklaus Oberholzer, ancien juge fédéral, tandis qu'en Allemagne, les Verts « ont demandé des « explications » à la commission parlementaire fédérale en charge du renseignement ».
Grâce à l'entreprise de cryptage, des informations importantes et sensibles ont été récoltés, permettant d'intervenir politiquement, militairement, dans des conflits internationaux.[réf. souhaitée]

## Réaction de Crypto International Group
Au moment de la révélation de cette affaire, l'entreprise Crypto International Group a publié sur la page d'accueil de son site un communiqué dans lequel elle se défend d'être liée à ce scandale, dans la mesure où cette société est complètement distincte de Crypto AG — même si les noms sont similaires: « Nous sommes une entreprise complètement différente avec un propriétaire différent, une gestion différente et une stratégie différente. » La société affirme être à 100% en mains suédoises et « avoir acquis en 2018 le nom de marque et d'autres actifs de Crypto AG ». Mais elle se défend de tout lien, présent ou passé, avec la CIA ou le BND, et déplore d'avoir été impliquée à tort dans cette affaire par SRF, ZDF et le Washington Post,.